# Étoile sélectionnée pour la navigation

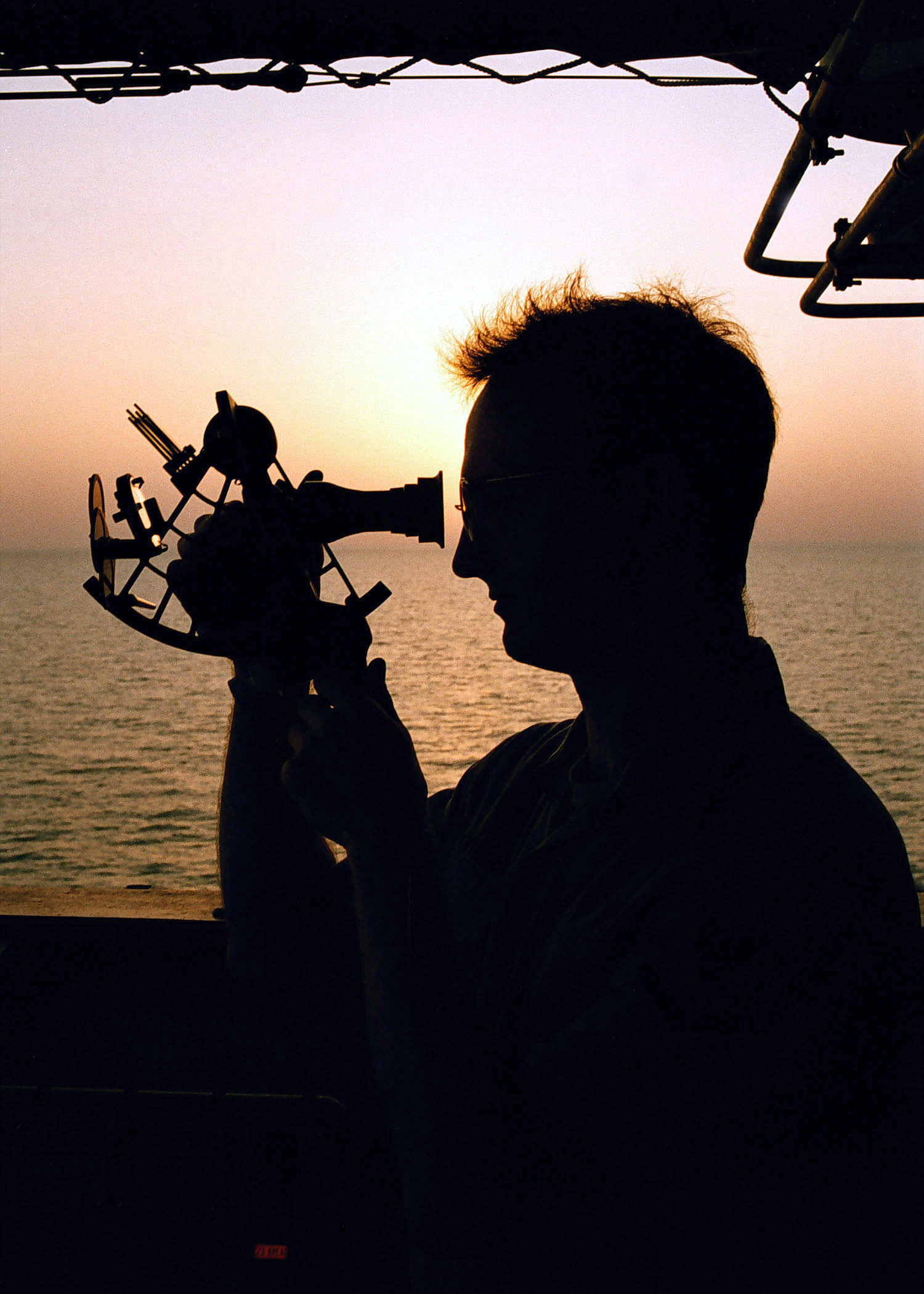
Les étoiles sélectionnées pour la navigation sont souvent utilisées avec un sextant.

Une étoile sélectionnée pour la navigation est une étoile utilisée pour la navigation astronomique.
Cinquante-huit étoiles sélectionnées ont un statut spécial dans le domaine de la navigation astronomique. Sur les 6 000 étoiles visibles à l’œil nu dans des conditions optimales, les étoiles sélectionnées sont parmi les plus brillantes et couvrent trente-huit constellations de la sphère céleste avec une déclinaison comprise entre 70° sud et 89° nord. Bon nombre des étoiles sélectionnées ont été nommées dans l'Antiquité par les anciens Arabes, les Grecs, les Romains et les babyloniens.
L'étoile Polaris, souvent appelée Étoile polaire, est traitée spécialement en raison de sa proximité avec le pôle nord céleste. Lors de la navigation dans l'hémisphère Nord, des techniques spéciales peuvent être utilisées avec Polaris pour déterminer la latitude ou l'erreur du gyrocompas. Les 57 autres étoiles sélectionnées ont des positions journalières indiquées dans les almanachs ou éphémérides nautiques, afin d'aider le navigateur à effectuer efficacement leurs observations. Un second groupe de 115 étoiles tabulées peut être aussi utilisé pour la navigation astronomique, mais ces étoiles sont souvent moins connues du navigateur et nécessitent des calculs supplémentaires.
À des fins d'identification, les positions des étoiles de navigation — exprimées en déclinaison et en angle horaire — sont souvent arrondies au degré le plus proche. En plus des tables, des cartes du ciel mobile fournissent une aide au navigateur pour identifier les étoiles de navigation, montrant les constellations, les positions relatives et la magnitude.

## Généralités

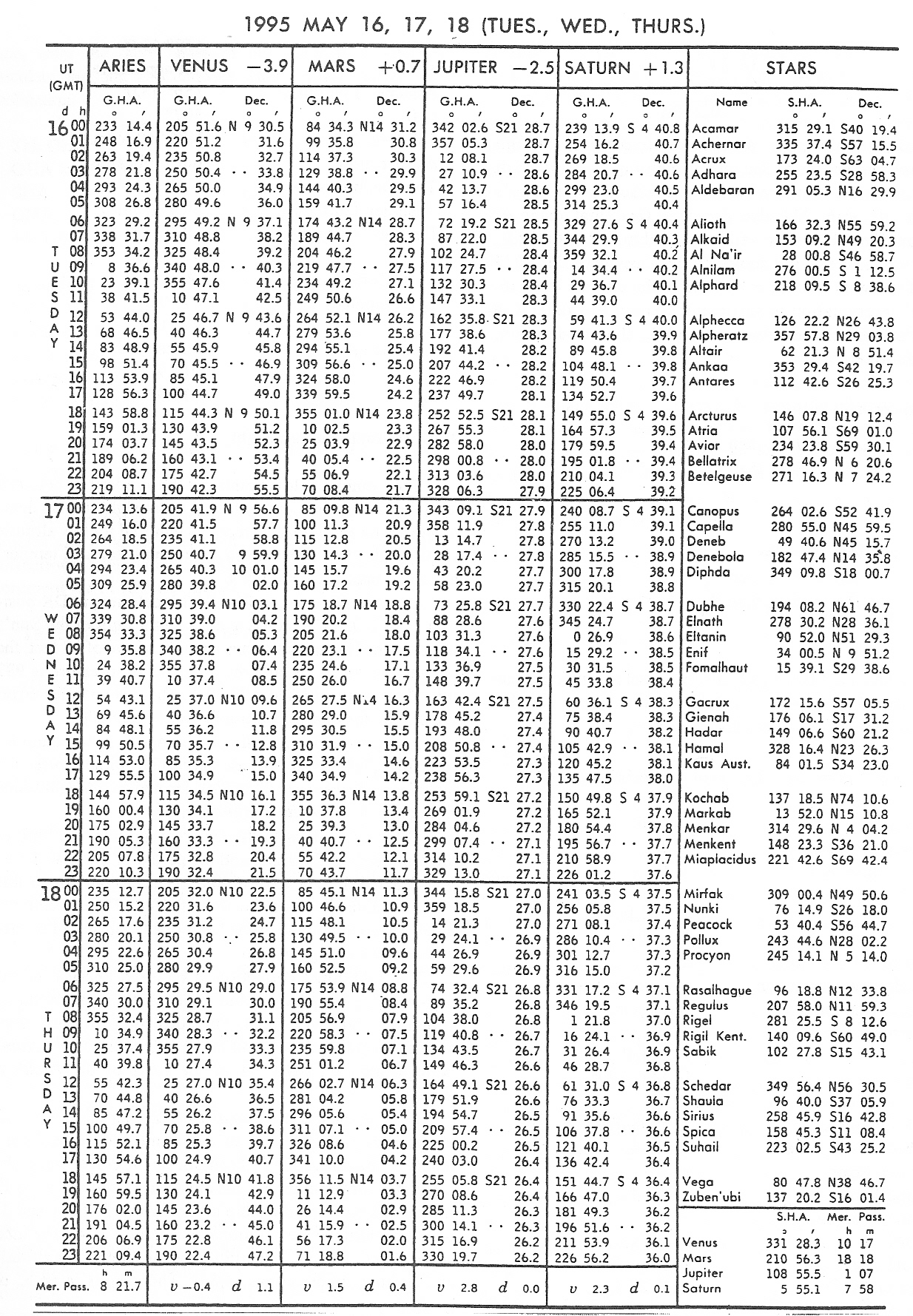
Étoiles sélectionnées pour la navigation (sauf Polaris) listée sur une page de mai 1995 dans l'U.S. Nautical Almanac.

Dans des conditions optimales, environ 6 000 étoiles sont visibles à l’œil nu pour un observateur sur Terre. De ce nombre, 58 sont connues dans le domaine de la navigation comme « étoiles sélectionnées », incluant 19 étoiles de première magnitude, 38 étoiles de seconde magnitude, et Polaris. La sélection des étoiles est faite par His Majesty's Nautical Almanac Office et l'US Naval Observatory, dans la production annuelle de l'almanach nautique que les deux organisation publient conjointement depuis 1958. Les critères de choix des étoiles comprennent leur répartition sur la sphère céleste, leur magnitude, et leur facilité d'identification. Les informations pour 115 autres étoiles appelées « tabulated stars » sont disponibles pour le navigateur. Cette liste fournit des informations sur le nom, la position approximative dans la sphère céleste, et la magnitude apparente des 58 étoiles sélectionnées sous forme de tableaux et de cartes du ciel.
Ces étoiles sont généralement utilisées de deux façons par le navigateur. La première consiste à obtenir une droite de hauteur par l'utilisation d'une observation au sextant et de technique de navigation astronomique. Plusieurs droites de hauteur sont recoupées pour obtenir le point astronomique. La seconde utilisation typique des étoiles de navigation est de calculer l'azimut de l'étoile et de le comparer avec l’azimut relevé au gyrocompas pour obtenir son erreur. De nombreuses autres applications existent.
Les navigateurs font référence aux étoiles en utilisant un des deux systèmes de nommage : le nom traditionnel et la désignation de Bayer. Toutes les étoiles de navigations ont un nom traditionnel depuis 1953, elles ont souvent été nommées dans l'Antiquité par les Arabes, les Grecs, les Romains, et les Babyloniens. La convention de nommage de Bayer est utilisée depuis 1603, elle attribue à chaque étoile une lettre grecque et la forme possessive du nom latin de sa constellation. Les deux noms sont présentés dans les tableaux et cartes ci-dessous.
La position approximative de chaque étoile est donnée selon le système de coordonnée équatorial. La sphère céleste est un globe imaginaire de taille infinie centrée sur la Terre. La position d'un corps céleste est souvent exprimée grâce à deux coordonnées : La déclinaison et l'angle horaire sidéral. Pour définir la déclinaison, l'équateur terrestre est projeté sur la sphère céleste pour obtenir l'équateur céleste, la déclinaison est mesurée en degrés vers le sud ou le nord depuis l'équateur céleste. L'angle horaire sidéral est mesuré entre 0 et 360 degrés, il indique à quelle distance à l'ouest un corps se trouve du repère arbitraire qu'est le point vernal.
La dernière caractéristique fournie par les tables est la luminosité de l'étoile exprimée en magnitude apparente. La magnitude est une échelle logarithmique de la luminosité, construite de telle manière qu'un corps d'une certaine magnitude est approximativement 2,512 fois plus brillant qu'un corps de magnitude inférieure,. Ainsi, un corps de magnitude 1 est 2,5125, ou 100 fois plus brillant qu'un corps de magnitude 6. Des corps très lumineux comme le Soleil ou la Pleine Lune ont des magnitude respectives de -26,7 et -12,6.

## Tableau des étoiles
| Titre de la colonne            | Description |
| ------------------------------ | --- |
| no                             | Numéro utilisé pour identifier l'étoile dans les publications nautiques et les cartes stellaires.               |
| Nom traditionnel               | Nom couramment utilisé dans les publications nautiques et les cartes stellaires.                                |
| Désignation de Bayer           | Autre nom de l'étoile qui combine une lettre grecque avec la forme possessive du nom latin de sa constellation. |
| Étymologie du nom traditionnel | Étymologie du nom traditionnel.                                                                                 |
| AHso (SHA)                     | Angle horaire, la distance angulaire ouest du point vernal.                                                     |
| Dec.                           | Déclinaison, la distance angulaire nord ou sud par rapport à Équateur céleste.                                  |
| Magnitude apparente            | Magnitude apparente, un indicateur de la luminosité de l'étoile.                                                |

Le tableau des étoiles de navigation fournit plusieurs types d'informations. Dans la première colonne se trouve le numéro de l'étoile, suivi par le nom commun, la désignation de Bayer, et l'étymologie du nom traditionnel. Puis la position approximative de l'étoile, adaptée à des fins d'identification, donnée en termes de déclinaison et d'angle horaire sidéral, suivi par la magnitude de l'étoile. La dernière colonne présente des citations de sources de données, The American Pratical Navigator et l'entrée de l'étoile dans la base de données SIMBAD, un projet du Centre de données astronomiques de Strasbourg ou CDS.

| no   | Nom traditionnel | Désignation de Bayer  | Étymologie du nom traditionnel                                                                                        | SHA  | Déclinaison | Magnitude apparente | Références |
| ---- | ---------------- | --------------------- | --- | ---- | ----------- | ------------------- | ---------- |
| -100 | a                | a                     | a | -100 | -100        | -100                | -100       |
| 1    | Alpheratz        | α Andromedae          | le nombril du cheval                                                                                                  | 358  | 29N 29°     | 2,06                | ,          |
| 2    | Ankaa            | α Phoenicis           | le phénix en arabe | 354  | -42S 42°    | 2,37                | ,          |
| 3    | Schedar          | α Cassiopeiae         | la poitrine (de Cassiopée)                                                                                            | 350  | 56N 56°     | 2,25                | ,          |
| 4    | Diphda           | β Ceti                | la seconde grenouille (Fomalhaut étant la première)                                                                   | 349  | -18S 18°    | 2,04                | ,          |
| 5    | Achernar         | α Eridani             | fin de la rivière (Éridan)                                                                                            | 336  | -57S 57°    | 0,50                | ,          |
| 6    | Hamal            | α Arietis             | le bélier | 328  | 23N 23°     | 2,00                | ,          |
| 7    | Acamar           | θ Eridani             | autre forme d'Achernar                                                                                                | 316  | -40S 40°    | 3,2                 | ,          |
| 8    | Menkar           | α Ceti                | la narine (de la baleine)                                                                                             | 315  | 4N 04°      | 2,5                 | ,          |
| 9    | Mirfak           | α Persei              | le coude des Pléiades                                                                                                 | 309  | 50N 50°     | 1,82                | ,          |
| 10   | Aldébaran        | α Tauri               | la suiveuse (des Pléiades)                                                                                            | 291  | 16N 16°     | 0,85 var            | ,          |
| 11   | Rigel            | β Orionis             | le pied (gauche d'Orion)                                                                                              | 282  | -8S 08°     | 0,12                | ,          |
| 12   | Capella          | α Aurigae             | la petite chèvre | 281  | 46N 46°     | 0,71                | ,          |
| 13   | Bellatrix        | γ Orionis             | la guerrière | 279  | 6N 06°      | 1,64                | ,          |
| 14   | Elnath           | β Tauri               | les cornes (du taureau)                                                                                               | 279  | 29N 29°     | 1,68                | ,          |
| 15   | Alnilam          | ε Orionis             | le rang de perles | 276  | -1S 01°     | 1,70                | ,          |
| 16   | Bételgeuse       | α Orionis             | the arm pit (d'Orion)                                                                                                 | 271  | 7N 07°      | 0,58 var            | ,          |
| 17   | Canopus          | α Carinae             | ville de l'Égypte antique                                                                                             | 264  | -53S 53°    | −0,72               | ,          |
| 18   | Sirius           | α Canis Majoris       | the scorching one (communément, l'étoile du chien)                                                                    | 259  | -17S 17°    | −1,47               | ,          |
| 19   | Adhara           | ε Canis Majoris       | les vierges | 256  | -29S 29°    | 1,51                | ,          |
| 20   | Procyon          | α Canis Minoris       | avant le chien (se levant avant l'étoile du chien, Sirius)                                                            | 245  | 5N 05°      | 0,34                | ,          |
| 21   | Pollux           | β Geminorum           | le deuxième fils jumeau de Zeus (Castor, α Gem, étant le premier)                                                     | 244  | 28N 28°     | 1,15                | ,          |
| 22   | Avior            | ε1 Carinae            | nom inventé récemment                                                                                                 | 234  | -59S 59°    | 2,4                 | ,          |
| 23   | Suhail           | λ Velorum             | forme abrégée de Al Suhail, un des noms arabes de Canopus                                                             | 223  | -43S 43°    | 2,23                | ,          |
| 24   | Miaplacidus      | β Carinae             | les eaux tranquilles                                                                                                  | 222  | -70S 70°    | 1,70                | ,          |
| 25   | Alphard          | α Hydrae              | l'étoile solitaire du serpent                                                                                         | 218  | -9S 09°     | 2,00                | ,          |
| 26   | Régulus          | α Leonis              | le prince | 208  | 12N 12°     | 1,35                | ,          |
| 27   | Dubhe            | α1 Ursae Majoris      | le dos de l'ours | 194  | 62N 62°     | 1,87                | ,          |
| 28   | Denebola         | β Leonis              | la queue du lion | 183  | 15N 15°     | 2,14                | ,          |
| 29   | Gienah           | γ Corvi               | l'aile droite du corbeau                                                                                              | 176  | -17S 17°    | 2,80                | ,          |
| 30   | Acrux            | α1 Crucis             | créé d'après la désignation de Bayer                                                                                  | 174  | -63S 63°    | 1,40                | ,          |
| 31   | Gacrux           | γ Crucis              | créé d'après la désignation de Bayer                                                                                  | 172  | -57S 57°    | 1,63                | ,          |
| 32   | Alioth           | ε Ursae Majoris       | autre forme de Capella                                                                                                | 167  | 56N 56°     | 1,76                | ,          |
| 33   | Spica            | α Virginis            | l'épi | 159  | -11S 11°    | 1,04                | ,          |
| 34   | Alkaid           | η Ursae Majoris       | la chef des jeunes filles du cercueil                                                                                 | 153  | 49N 49°     | 1,85                | ,          |
| 35   | Hadar            | β Centauri            | la jambe du centaure                                                                                                  | 149  | -60S 60°    | 0,60                | ,          |
| 36   | Menkent          | θ Centauri            | l'épaule du centaure                                                                                                  | 149  | -36S 36°    | 2,06                | ,          |
| 38   | Rigil Kentaurus  | α1 Centauri           | le pied du centaure                                                                                                   | 140  | -61S 61°    | −0,01               | ,          |
| 37   | Arcturus         | α Bootis              | le gardien des ours                                                                                                   | 146  | 19N 19°     | −0,04 var           | ,          |
| 39   | Zubenelgenubi    | α Librae              | la pince sud (du scorpion)                                                                                            | 138  | -16S 16°    | 3,28                | ,          |
| 40   | Kochab           | β Ursae Minoris       | forme raccourcie de l'"étoile du nord" (nommée lorsqu'elle était l'étoile polaire, environ 1500 av. JC à 300 ap. JC). | 137  | 74N 74°     | 2,08                | ,          |
| 41   | Alphecca         | α Corona Borealis     | feeble one (de la couronne)                                                                                           | 127  | 27N 27°     | 2,24                | ,          |
| 42   | Antarès          | α Scorpii             | rivale de Mars (en couleur)                                                                                           | 113  | -26S 26°    | 1,09                | ,          |
| 43   | Atria            | α Trianguli Australis | créé d'après la désignation de Bayer                                                                                  | 108  | -69S 69°    | 1,92                | ,          |
| 44   | Sabik            | η Ophiuchi            | second winner or conqueror                                                                                            | 103  | -16S 16°    | 2,43                | ,          |
| 45   | Shaula           | λ Scorpii             | la partie dressée de la queue du scorpion                                                                             | 097  | -37S 37°    | 1,62                | ,          |
| 46   | Rasalhague       | α Ophiuchi            | la tête du charmeur de serpent                                                                                        | 096  | 13N 13°     | 2,10                | ,          |
| 47   | Eltanin          | γ Draconis            | la tête du dragon | 091  | 51 N 51°    | center\| 2,23       | ,          |
| 48   | Kaus Australis   | ε Sagittarii          | partie sud de l'arc (du Sagittaire)                                                                                   | 084  | -34S 34°    | 1,80                | ,          |
| 49   | Véga             | α Lyrae               | l'aigle (ou le vautour) plongeant                                                                                     | 081  | 39N 39°     | 0,03                | ,          |
| 50   | Nunki            | σ Sagittarii          | constellation de la ville sacrée (Eridu)                                                                              | 076  | -26S 26°    | 2,06                | ,          |
| 51   | Altaïr           | α Aquilae             | l'aigle (ou le vautour) en vol                                                                                        | 063  | 9N 09°      | 0,77                | ,          |
| 52   | Peacock          | α Pavonis             | nommée d'après le nom anglais de la constellation                                                                     | 054  | -57S 57°    | 1,91                | ,          |
| 53   | Deneb            | α Cygni               | la queue de la poule                                                                                                  | 050  | 45N 45°     | 1,25                | ,          |
| 54   | Enif             | ε Pegasi              | le museau de Pégase                                                                                                   | 034  | 10N 10°     | 2,40                | ,          |
| 55   | Al Na'ir         | α Gruis               | la brillante (de la queue du poisson austral)                                                                         | 028  | -47S 47°    | 1,74                | ,          |
| 56   | Fomalhaut        | α Piscis Austrini     | la bouche du poisson austral                                                                                          | 016  | -30S 30°    | 1,16                | ,          |
| 57   | Markab           | α Pegasi              | la selle (de Pégase)                                                                                                  | 014  | 15N 15°     | 2,49                | ,          |
| 99*  | Polaris          | α Ursae Minoris       | l'étoile polaire | 319  | 89N 89°     | 2,01 var            | ,          |

## Cartes stellaires
| Item                               | Description                                                                   |
| ---------------------------------- | ----------------------------------------------------------------------------- |
| TEXTE EN MAJUSCULES                | Le nom des constellations est indiqué en majuscules.                          |
| star of magnitude 1.5 and brighter | Étoiles de navigation les plus lumineuses, d'une magnitude 1,5 ou inférieure. |
| star of magnitude 1.6 and fainter  | Étoiles de navigation les moins lumineuses, d'une magnitude de 1,6 ou plus.   |
| star of magnitude 2.5 and brighter | Étoile tabulée d'une magnitude 2,5 ou moins.                                  |
| star of magnitude 2.6 and fainter  | Étoile tabulée d'une magnitude 2,6 ou plus.                                   |
| untabulated star                   | Étoile non utilisée en navigation.                                            |
| Ligne interrompue                  | Contours des constellations.                                                  |

Les navigateurs utilisent souvent des cartes pour identifier les étoiles grâce à leur position relative par rapport aux autres. Des publications de référence comme le Nautical Almanach ou The American Practical Navigator fournissent quatre cartes stellaires, couvrant différentes portions de la sphère céleste. Deux de ces cartes sont des projections azimutales équidistantes des pôles nord et sud. Les deux autres couvrent la région équatoriale de la sphère céleste, d'une déclinaison de 30° sud à 30° nord. Les deux cartes équatoriales sont des projections de Mercator, une pour l’hémisphère est et l'autre pour l'ouest. Noter que contrairement aux représentations classiques, l'est est représenté à gauche et l'ouest à droite, ainsi le navigateur en regardant la carte pourra la comparer avec le ciel.
Sur les cartes stellaires, les constellations sont nommées avec des lettres capitales et représentées avec des lignes interrompues reliant les différentes étoiles. Les 58 étoiles de navigation sont dessinées en bleu, accompagnées de leur nom traditionnel, de leur lettre grecque selon la désignation de Bayer et de leur numéro. Les 115 "Tabulated Stars" qui peuvent également être utilisées pour la navigation sont représentées en rouge avec leur lettre grecque de la désignation de Bayer. D'autres étoiles faisant partie des constellations, mais inutilisables pour la navigation, sont représentées par des points rouges.

### Étoiles équatoriales
Les 29 étoiles équatoriales ont une déclinaison comprise entre 30° sud et 30° nord. Elles sont listées en ordre décroissant de leur angle horaire sidéral, ou depuis le point vernal en direction de l'est.
Les étoiles équatoriales de l’hémisphère est

La région équatoriale de l’hémisphère est de la sphère céleste comprend 16 étoiles utiles à la navigation depuis Alpheratz de la constellation d’Andromède à Denebola de la constellation du Lion. Elle inclut aussi les étoiles des constellations de la Baleine, du Bélier, du Taureau, d'Orion, du Petit et du Grand Chien, des Gémeaux et de l'Hydre. Une attention particulière peut être portée à Sirius, l'étoile la plus brillante du ciel, et aux quatre étoiles de la constellation d'Orion qui sont facilement identifiables.
Les étoiles équatoriales de l’hémisphère ouest

La région équatoriale de l’hémisphère ouest de la sphère céleste comprend 13 étoiles utiles à la navigation depuis Gienah de la constellation du Corbeau à Markab de la constellation de Pégase. Elle inclut aussi les étoiles des constellations de la Vierge, du Bouvier, de la Balance, de la Couronne Boréale, du Scorpion, d'Ophiuchus, du Sagittaire et de l'Aigle. L'étoile variable Arcturus est la plus brillante de ce groupe.

### Hémisphère nord
Les 11 étoiles de l'hémisphère nord ont une déclinaison comprise en 30° et 90° nord. Elles sont listées par ordre décroissant de leur angle horaire sidéral, ou depuis le point vernal en direction de l'ouest. En commençant par Schedar dans la constellation de Cassiopée, la liste inclut les constellations du Cocher, de la Grande et de la Petite Ourse, du Dragon, de la Lyre et du Cygne. Les deux étoiles les plus lumineuses de ce groupe sont Véga et Capella.

Sur la carte, depuis la droite, la déclinaison est représentée par la coordonnée radiale, depuis 90° nord au centre jusqu’à 30° nord à l’extérieur. L'angle horaire sidéral est représenté par la coordonnée angulaire, depuis 0° à gauche, s’incrémentant dans le sens anti-horaire.

### Hémisphère sud
Les 18 étoiles de l'hémisphère sud ont une déclinaison comprise en 30° et 90° sud. Elles sont listées par ordre décroissant de leur angle horaire sidéral, ou depuis le point vernal en direction de l'ouest. En commençant par Ankaa de la constellation du Phénix, la liste inclut les constellations de l'Éridan, de la Carène, de la Croix du Sud, du Centaure, de la Balance, du Triangle Austral, du Scorpion, du Sagittaire, du Paon et de la Grue. Canopus, Rigil Kentaurus, Achernar, et Hadar sont les plus brillantes de ce groupe.

Sur la carte, depuis la droite, la déclinaison est représentée par la coordonnée radiale, depuis 90° sud au centre jusqu’à 30° sud à l’extérieur. l'angle horaire sidéral est représenté par la coordonnée angulaire, depuis 0° à droite, s’incrémentant dans le sens horaire.